# Bourg-Madame
Bourg-Madame (La Guingueta d'Ix en catalán, tradicionalmente Les Guinguetes) es un municipio francés de 1255 habitantes (2007) situado en el departamento de los Pirineos Orientales (Distrito de Prades) y en la región de Occitania.
Sus habitantes son llamados los guinguettois, ya que la ciudad se llamaba antiguamente Les Guinguettes d'Hix.
Pertenece a la parte francesa de la comarca de la Cerdaña, haciendo frontera y juntándose prácticamente con Puigcerdá.

## Geografía

Localización de Bourg-Madame en la Alta Cerdaña.

Bourg-Madame se sitúa en la Alta Cerdaña, sobre la carretera nacional 20, en la confluencia del Angoustrine y del Segre (orilla izquierda), afluente del Ebro que, en una parte de su curso, sirve de frontera entre Francia y España.
Su posición fronteriza es curiosa: al suroeste, la Cerdaña española; al noreste, el enclave español de Llivia. Así, el municipio está «encajado» entre dos territorios españoles, y forma una especie de arco que sale de Francia y que vuelve a incorporarse a Francia. El 70% de sus límites municipales corresponden pues a límites internacionales.
La comuna de Bourg-Madame limita con Puigcerdá (España), Ur, Llivia (España), Sainte-Léocadie, Nahuja, Osséja y Palau-de-Cerdagne.

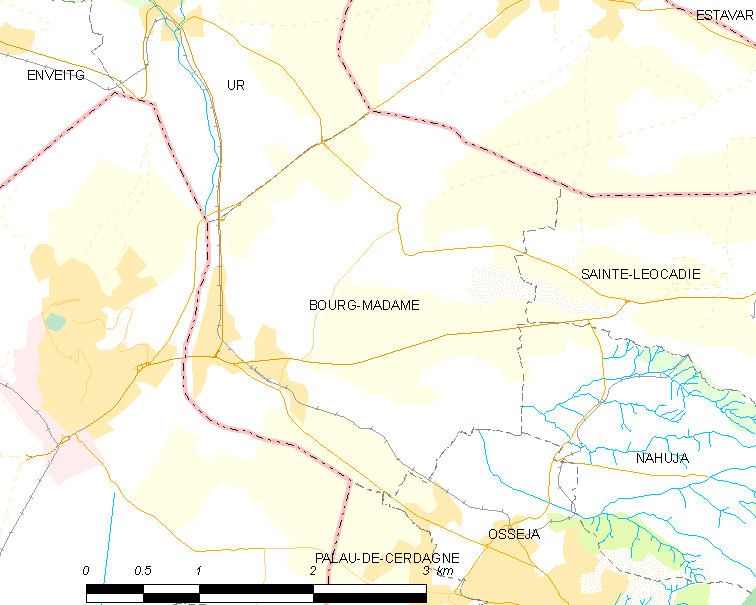
Situación de Bourg-Madame

## Historia
En un inicio Les Guinguetes d'Ix eran unas barriadas del municipio de Ix (Hix en francés) situadas junto a la nueva frontera entre Francia y España posterior al tratado de los Pirineos. Gracias al comercio transfronterizo y al contrabando, gran parte de los habitantes de Ix se fue trasladando y estas barriadas se fueron haciendo grandes, hasta que sobrepasaron el tamaño del pueblo original.
En 1815, Napoleón I había exiliado a Barcelona al duque de Angulema Luis Antonio de Borbón y Saboya. Después de la derrota de Waterloo, el 10 de julio se instaló en Puigcerdá y los principales de La Guingueta d'Ix se prepararon para recibir un Borbón tan destacado (hijo del futuro Carlos X de Francia). Como recompensa al primer pueblo francés que pisó, el duque dio a aquel burgo la capitalidad del municipio de Ix. Los lugareños ofrecieron denominar Bourg-Angoulême al nuevo municipio, pero el duque prefirió rendir homenaje a su esposa (y prima) María Teresa de Francia, hija primogénita de los guillotinados Luis XVI de Francia y María Antonieta y le dio el nombre actual de Bourg-Madame, puesto que Madame Royale era el título que le correspondía.
El actual término de Bourg-Madame, además de Hix (en catalán, Ix) también incluye los núcleos de Caldégas y Onzès (en catalán, Oncés), que forman parte de él desde que en 1973 el municipio de Càldegues se disolvió y se integró en el de Bourg-Madame.

## Demografía
| 766 | 821 | 1,120 | 1,257 | 1,238 | 1,166 |
| Para los censos de 1962 a 1999 la población legal corresponde a la población sin duplicidades (Fuente: INSEE [Consultar]) |     |       |       |       |       |

## Lugares y monumentos
- La iglesia de Sant Martí d’Hix, mencionada ya en el siglo IX; la iglesia románica es posterior, del siglo XII que poseía un magnífico frontal de altar conservado en el Museo Nacional de Arte de Cataluña de Barcelona.
- La iglesia de Caldégas: la iglesia románica se construyó poco después del año 1000 y fue restaurada en el siglo XI